# Musée Horniman
Le Horniman Museum est un  musée  britannique  situé dans le district de Forest Hill à Londres.
Il présente des collections anthropologiques, d'histoire naturelle et d'instruments de musique. Il comprend également un jardin,.

## Description
Les bâtiments du musée, conçus par l'architecte Charles Harrison Townsend, sont un exemple de réalisation de style Arts & Crafts.

## Histoire
Le musée a été fondé en 1898 par le négociant de thé Frederick John Horniman. Il a été conçu par Charles Harrison Townsend dans le style moderne britannique. Il a été inauguré en 1901. En 1911, un bâtiment supplémentaire y a été adjoint.

## Muséographie
Le musée comprend environ 90 000 objets anthropologiques, 250 000 spécimens d'histoire naturelle et 8 000 instruments de musique.

## Jardins
Le musée est situé dans 65 000 m 2 (6,5 ha) de jardins, qui comprennent les caractéristiques suivantes :
- Une serre métallique de 1894, classée de Grade II, qui a été déplacée de la maison de famille de Horniman à Croydon au présent site dans les années 1980.
- Un kiosque à musique de 1912
- Un enclos pour les petits animaux
- Une maison aux papillons
- Un sentier nature
- Un jardin d'ornement
- Plantes pour matériaux, médicaments, aliments et colorants
- Un jardin sonore avec de grands instruments de musique pour jouer
- Un nouveau bâtiment, le Pavillon, pour travailler sur des matériaux extérieurs aux collections, comme les jardins.

Les jardins sont également classés Grade II sur le Registre des parcs historiques et des jardins d'intérêt historique spécial en Angleterre.

## Galerie

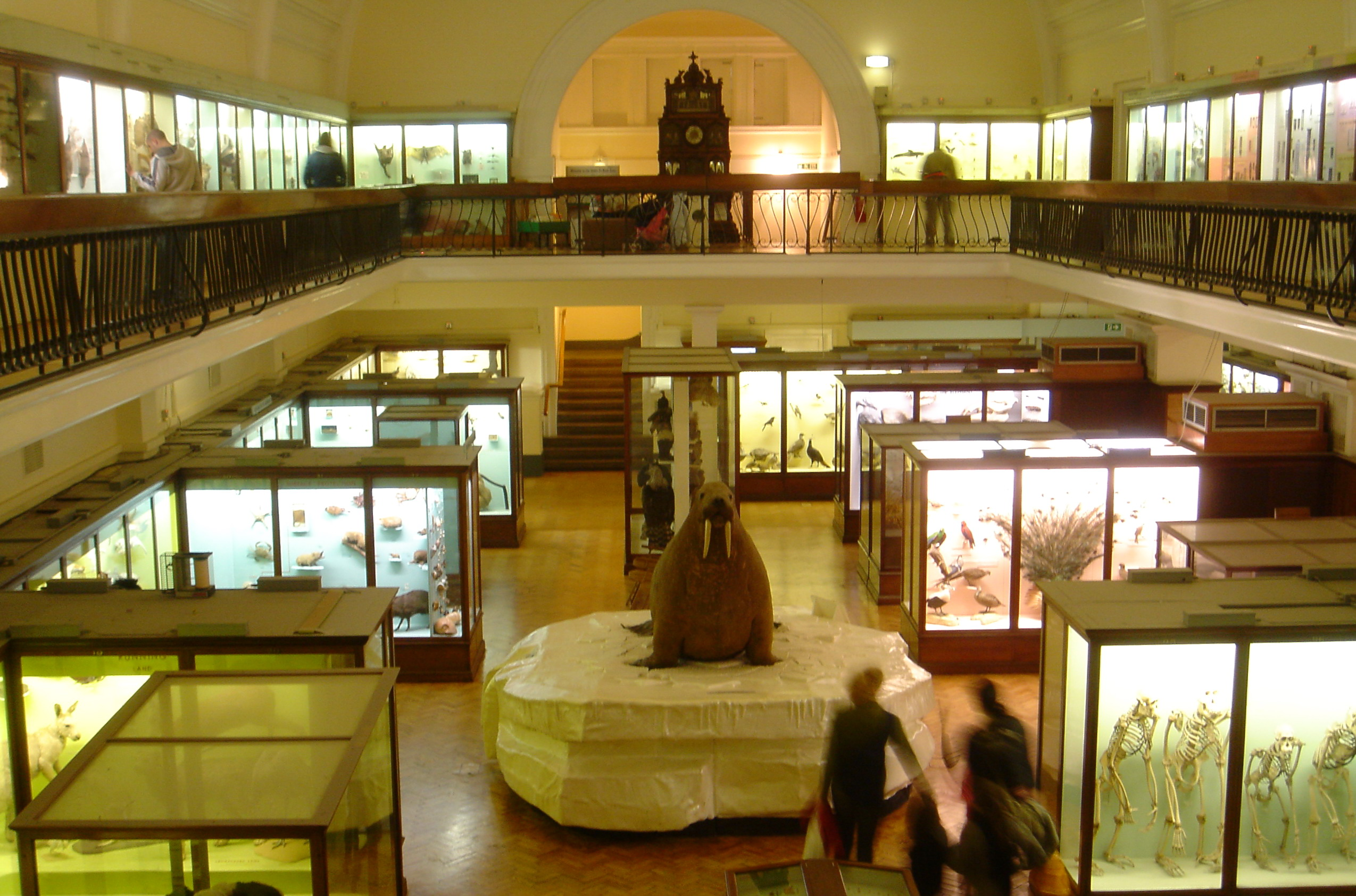
Galerie d'histoire naturelle.
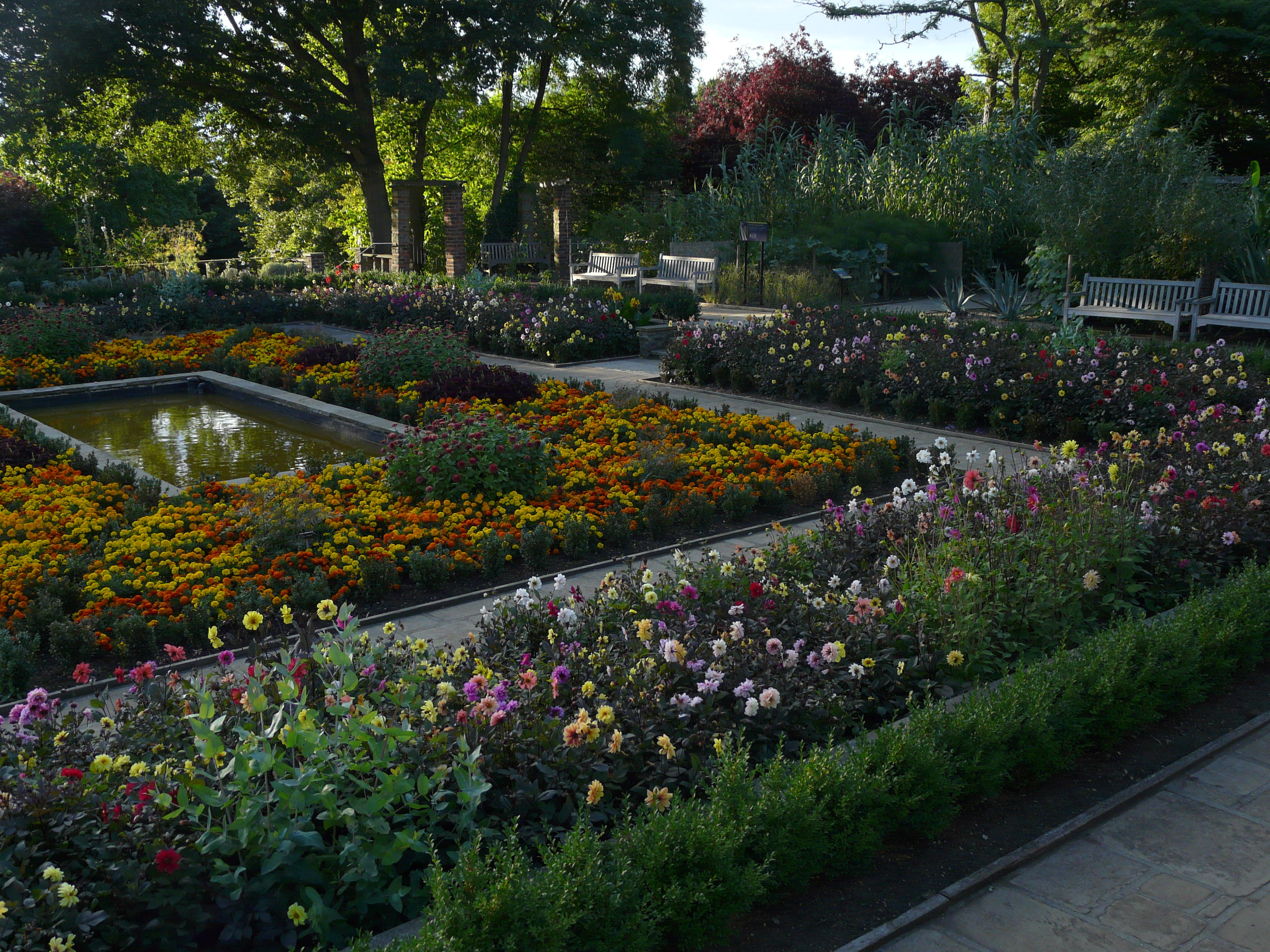
Le jardin multicolore.
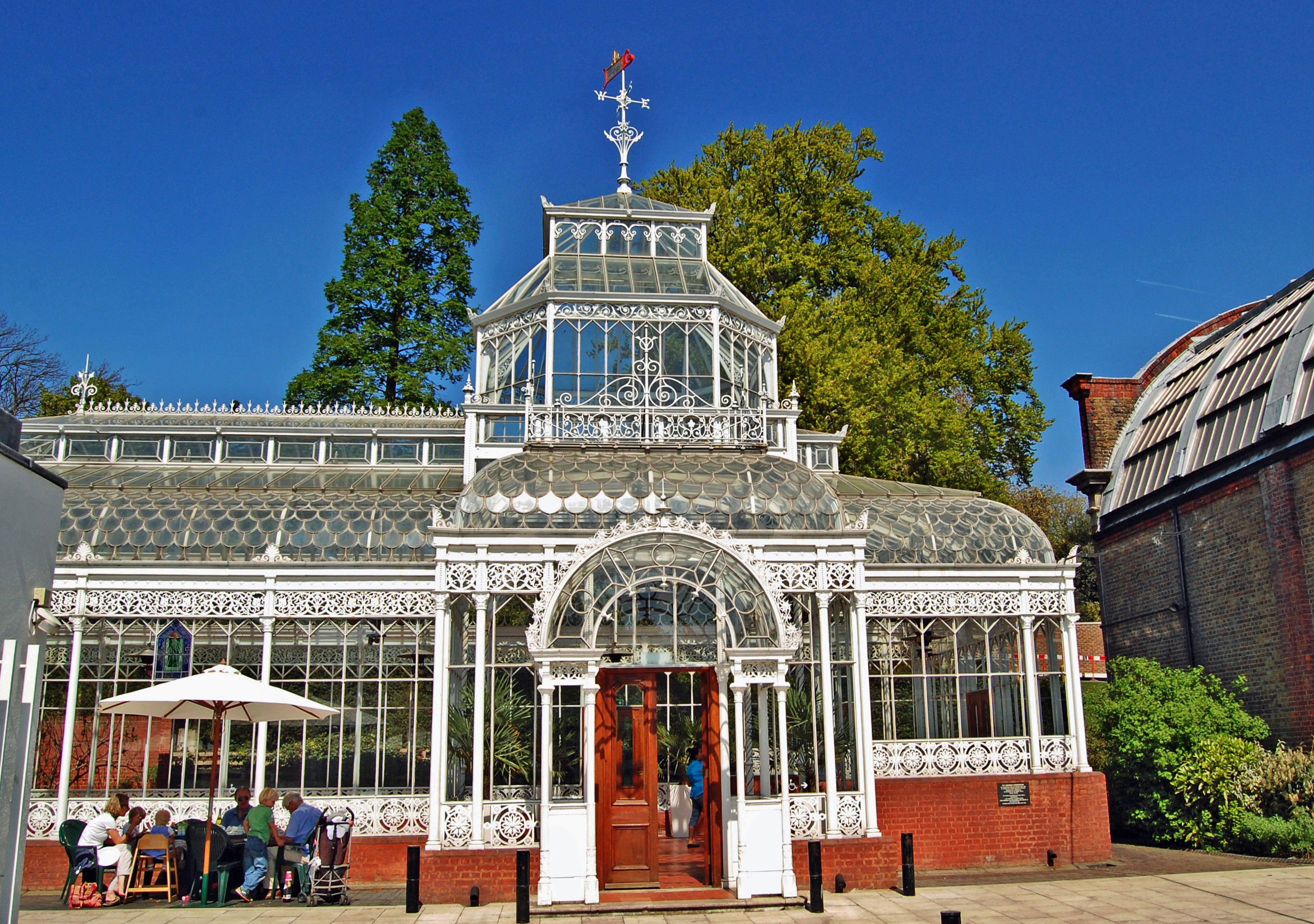
Conservatoire.
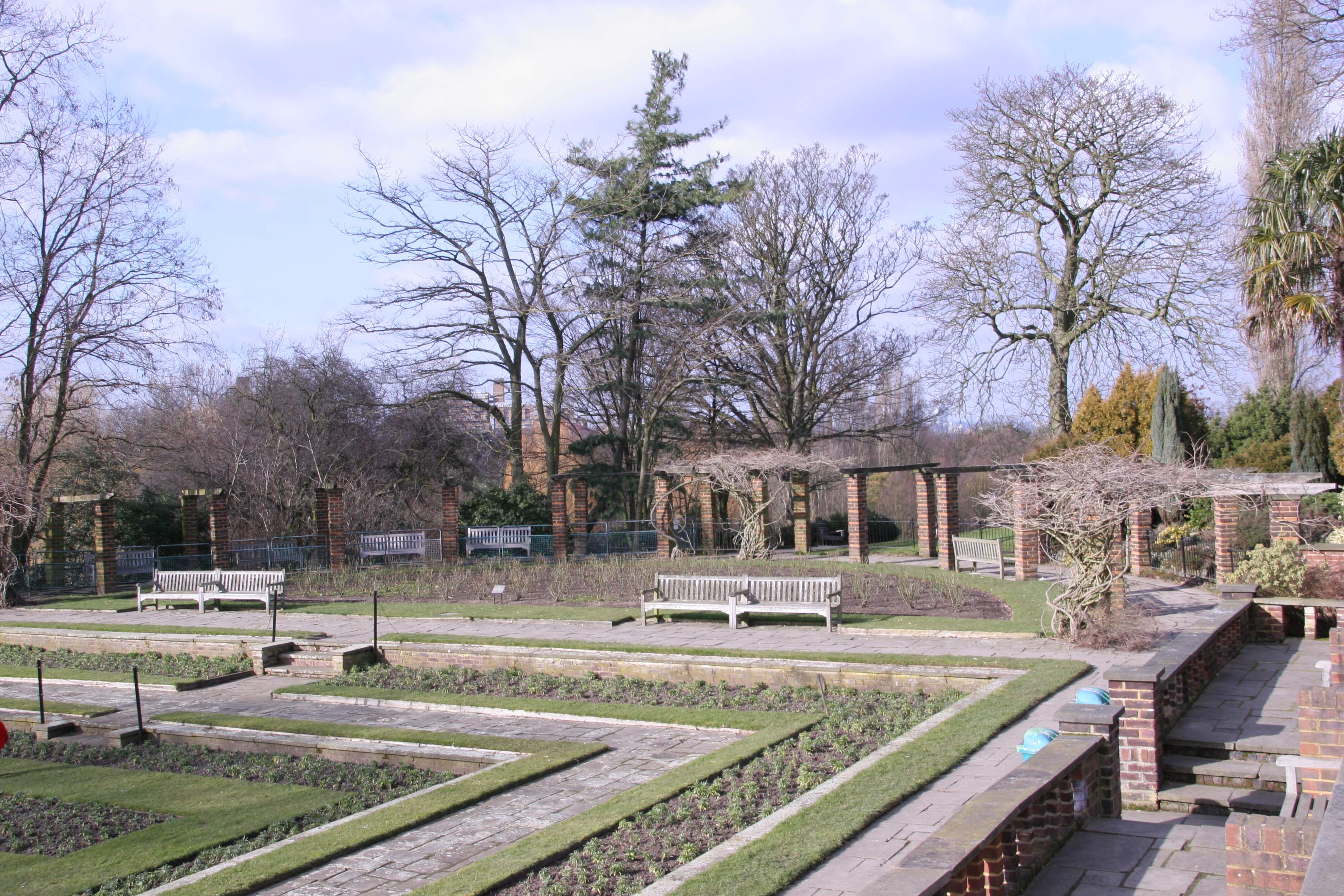
Le jardin englouti.
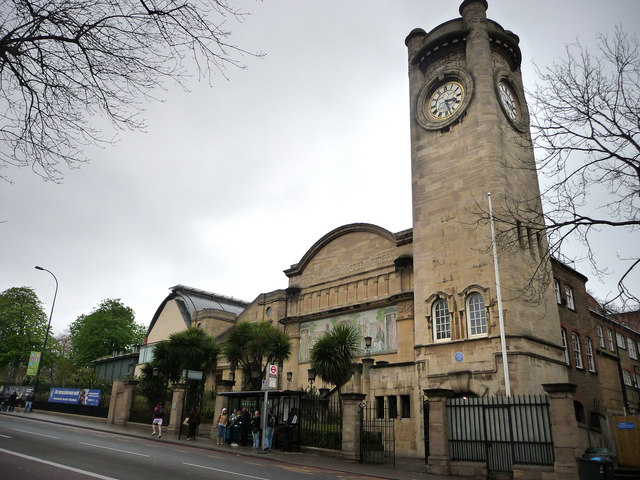
Façade du musée.